# 에이벨 1689
에이벨 1689(영어: Abell 1689)는 처녀자리에 있는 거대 은하단이다. 중력 렌즈현상이 뚜렷하게 보이며, 눈으로 안 보인다. 2008년 2월에 명칭 A1689-zD1으로 명명된 128억 광년 떨어진 원시 은하가 발견되었다. A1689-zD1은 적색편이가 7.6, 거리는 12,800,000,000 광년이다. 구성 은하 수는 무려 16만 개 이상에 육박한다.
또한, 에이벨 1689는 가수 메이비의 노래인 '어 레터 프롬 에이벨 1689'(A letter from Abell 1689; 2006년)의 소재이다.

## 같이 보기
- 에이벨 목록
- 중력렌즈
- 에이벨 은하단 목록